# Hr.Ms. Karel Doorman (1943)
Hr.Ms. Karel Doorman (QH 1) was de Britse escorte-carrier Nairana. Deze werd gehuurd door de Nederlandse marine voor de duur van ongeveer twee jaar, en tijdens deze periode door de Nederlandse marine vernoemd naar Karel Doorman, die in 1942 tijdens de Slag in de Javazee als eskadercommandant met het vlaggenschip Hr.Ms. De Ruyter ten onder was gegaan.
De Nairana was een koelschip dat tijdens de Tweede Wereldoorlog in opdracht van de Royal Navy werd omgebouwd tot vliegdekschip. De Nairana werd gebouwd door de Britse scheepswerf John Brown & Company uit Clydebank.
Nadat het schip was teruggekeerd bij de Royal Navy werd het verkocht om weer dienst te doen als koopvaardijschip onder de naam Port Victor. De ombouw tot koopvaardijschip vond plaats in Belfast. In juli 1971 werd het schip gesloopt in Faslane.

## Bevelhebbers
Van juli 1946 tot 21 november 1947 kapitein ter zee A. de Booy
Van 21 november 1947 tot 9 maart 1948 kapitein ter zee J.M. Logger

## Vliegtuigen
Het schip kon ongeveer 18 vliegtuigen aan boord nemen. Deze waren van het type Fairey Barracuda, Fairey Firefly Mk.1 en Hawker Sea Fury.